# آن‌ها بی‌گناهند
آن‌ها بی‌گناهند (به انگلیسی: Ain't Them Bodies Saints) نام فیلم درام جنایی رمانتیک آمریکایی محصول سال ۲۰۱۳ است که توسط دیوید لاوری نوشته و کارگردانی شده‌است. در این فیلم کیسی افلک نقش باب مولدون، رونی مارا نقش روث گوثری و بن فاستر نقش پاتریک ویلر را بازی می‌کنند. باب (افلک) و روث (مارا) زوجی هستند که درگیر فعالیت‌های مجرمانه می‌شوند و باب جرم را به گردن می‌گیرد و به زندان می‌رود. فیلم رویدادهای بعد از زندانی شدن باب را دنبال می‌کند و روث دخترش را به دنیا می‌آورد و این دو زندگی راحتی دارند. وقتی بچه به چهار سالگی می‌رسد، باب از زندان فرار می‌کند و به دنبال خانواده‌اش می‌گردد.
این فیلم نقدهای مثبتی از منتقدین دریافت کرد و بازگویی ماجرای کلیشه‌ای بانی و کلاید در این فیلم تحسین شد و سبک و تأثیرات نگاره‌های وسترن در آن مورد تقدیر قرار گرفت. این فیلم جوایز منتقدین و نامزدی‌های متعددی دریافت کرد و در میان ده فیلم اول سال ۲۰۱۳ در بسیاری از انتشارات فیلم‌های بین‌المللی و ملی قرار گرفت؛ ولی در گیشه شکست خورد.